# 북광주역
북광주역(Bukgwangju station, 北光州驛)은 광주광역시 북구 운암동에 있던 역으로, 과거에는 운암역(Unam station, 雲岩驛)이라 불렸다. 현재는 흔적을 찾아보기 어렵다.

## 연혁
- 1922년 7월 1일 : 운암역(雲岩驛)이라는 이름의 정류장 등급으로 영업 개시
- 1944년 6월 15일 : 폐지[1]
- 1958년 4월 29일 : 무배치간이역으로 영업 재개[2]
- 1958년 11월 1일 : 북광주역으로 역명 변경[3]
- 1967년 9월 1일 : 을종승차권 대매소로 지정
- 1974년 8월 15일 : 폐지[4]

## 운암역 사건
당시 운암역에서 광주발 나주행 열차가 들어오고 있었을 때, 일본의 학생들이 조선인 여학생 박기옥의 머리를 잡아당긴 것으로 인해 광주 학생 항일 운동의 발단이 되었다.